# Костино-Горский
Ко́стино-Го́рский — хутор в Константиновском районе Ростовской области.
Входит в Константиновское городское поселение.

## Население
| 2010 |
| ---- |
| 216  |

## Улицы
- ул. Донецкая,
- ул. Казачья,
- ул. Молодёжная,
- ул. Садовая,
- ул. Северная,
- ул. Школьная,
- пер. Нижний.